# Воайорство
Воайорството (от френския глагол voir, означаващ „виждам“) е изпитване на сексуално удоволствие от наблюдението на други лица, които са голи (или по време на сексуален акт), както и от самия факт, че наблюдаващият е скрит. Практикуването на воайорството приема различни форми, но основната характеристика е недиректното взаимодействие между воайора и наблюдавания (който често не осъзнава, че е наблюдаван), а гледането на действието може да е от различно разстояние, например чрез надничане през отвор, в огледало, от някакъв вид прикритие, през закрит прозорец или от по-далечно разстояние чрез помощни средства, като бинокли и далекогледи. Може да включва заснемане чрез фотоапарат или видеокамера.
Воайорството може да доведе и до мастурбация (преди, по време на или след наблюдаването), свързана със сексуални фантазии относно наблюдавания обект.